# Cryogorgia koolsae
Cryogorgia koolsae is een zachte koraalsoort uit de familie Plexauridae. De koraalsoort komt uit het geslacht Cryogorgia. Cryogorgia koolsae werd in 2005 voor het eerst wetenschappelijk beschreven door Williams. 